# Neuronema yunicum
Neuronema yunicum är en insektsart som först beskrevs av C.-k. Yang 1986.  Neuronema yunicum ingår i släktet Neuronema och familjen florsländor. Inga underarter finns listade i Catalogue of Life.